# Иван Газдов
Иван Едуард Газдов е български художник, професор и ректор на Националната художествена академия (1999–2003). Работи основно в областта на графиката, плаката, илюстрацията, карикатурата и рекламата. Като свой личен творчески почерк определя графикатурата.

## Биография
Роден е на 2 ноември 1945 година в Ямбол. През 1970 година завършва Висшия институт за изобразително изкуство „Николай Павлович“, специалност „Плакат“ в класа на проф. Александър Поплилов. Прави специализации в Букурещ (1964), Прага (1967), Варшава и Краков (1968), Амстердам (1978) и Париж (1996). Взима участие в повече от 200 изложби в България и в чужбина, над 40 от които са самостоятелни.
От 1973 година работи в Академията: като хоноруван асистент в специалност „Плакат“ до 1975 година, като редовен асистент (1976–1986), като доцент (1986–1994) и като професор (от 1994 година). От 1995 година завежда катедра „Плакат и визуална комуникация“. Ректор е на Академията в периода 1999–2003 г.
Освен това твори и гипсова и бронзова пластика, както и пощенски марки. Автор е на сценографията на постановки на театрална трупа към Дом на народната армия, Ямбол и на постановката „За идиотите, които се набиват в очи“ на Елена и Кръстьо Лафазанови.
Иван Газдов е носител на множество национални и международни награди. Негови творби са притежание на Националната художествена галерия, Софийската градска художествена галерия, Музея на приложните изкуства, художествените галерии във Варна, Видин, Бургас, Стара Загора, Монтана, Ямбол, в Дома на хумора и сатирата в Габрово, както и в музеи и частни колекции зад граница.
На 22 февруари 2023 година е избран за почетен доктор на Националната художествена академия.
През 2009 година излизат том 1 и 3 на неговите „BESTсмислици“, съдържащи стихове, наричани от самия Газдов „думи в ритмични отношения“. Публикуван е и документалният сборник „За и от Иван Газдов“, съдържащ над 200 интервюта, статии и студии за изкуството на Газдов от изкуствоведи, интелектуалци, художници и журналисти.